# 日本政策金融公庫
株式会社日本政策金融公庫（にっぽんせいさくきんゆうこうこ、英語: Japan Finance Corporation, JFC）は、株式会社日本政策金融公庫法に基づいて2008年10月1日付で設立された財務省所管の特殊会社。日本に5つある政策金融機関（政府系金融機関）の一つである。
根拠法である日本政策金融公庫法は、財務省大臣官房政策金融課を主務官庁とし、経済産業省経済産業政策局産業資金課、農林水産省経営局金融調整課、厚生労働省健康・生活衛生局生活衛生課が副所管となる。

## 概要
前身は、国民生活金融公庫、農林漁業金融公庫、中小企業金融公庫である。沖縄県を除く46都道府県を営業エリアとする（沖縄県は、沖縄振興開発金融公庫が、実質的に機能するため）。
略称については、当初は「政策公庫」（せいさくこうこ）とされていたが、2009年1月から「日本公庫」（にっぽんこうこ）に変更されている。ただし創業関係者からは未だに国民生活金融公庫の略称「国金」で呼ばれている。
また、緊急時におけるその業務特性から小規模事業者・中小企業金融における最後の砦と呼ばれることもある。
なお、政府系金融機関の株式会社日本政策投資銀行（DBJ）とは全く別個の法人である。

## 業務内容
基本的には、前身機関である国民生活金融公庫、農林漁業金融公庫、中小企業金融公庫が担っていた業務を引き継いでいる。
「民業圧迫」の意見に配慮し、国民生活に深くかかわる3機関で行っていた業務が一部見直された。例えば、国民生活金融公庫が行っていた業務のうち、教育資金の貸付については、低所得者の資金需要に配慮しつつ貸付対象範囲を縮小したことなどである。
- 国内金融業務
  - 国民生活事業（旧国民生活金融公庫） - 国民一般の資金調達支援
  - 中小企業事業（旧中小企業金融公庫） - 中小企業の資金調達支援、信用保険制度
  - 農林水産事業（旧農林漁業金融公庫） - 農林水産事業者の資金調達支援
- 危機対応円滑化業務 - 金融秩序の混乱、大規模な災害等による被害への対処

中小企業などの海外ビジネスを支援するため、海外の金融機関との提携も行っている。

## 発足の経緯と沿革
日本政策金融公庫は、行政改革の中の政策金融改革の一環として、国民生活に深くかかわる国民生活金融公庫、農林漁業金融公庫、中小企業金融公庫、国際協力銀行の国際金融等業務の合わせて4つの政策金融機関が統合されて発足した。
- 2002年（平成14年）12月13日 - 政府経済財政諮問会議が「政策金融改革について」を決定。
- 2005年（平成17年）
  - 11月29日 - 経済財政諮問会議が「政策金融改革の基本方針」を決定。
  - 12月24日 - 「行政改革の重要方針」を閣議決定。
- 2006年（平成18年）　
  - 6月2日 - 「簡素で効率的な政府を実現するための行政改革の推進に関する法律」（平成18年法律第47号、略称：行革推進法）が公布・施行。
  - 6月27日 - 政府政策金融改革推進本部・政府行政改革推進本部の合同会議が「政策金融改革に係る制度設計」を決定。
- 2007年（平成19年）
  - 2月27日 - 「株式会社日本政策金融公庫法案」及び「株式会社日本政策金融公庫法の施行に伴う関係法律の整備に関する法律案」を閣議決定し、同日、国会に提出。
  - 5月25日 - 「株式会社日本政策金融公庫法」（平成19年法律第57号）が公布。
- 2008年（平成20年）10月1日 - 国民生活金融公庫、農林漁業金融公庫、中小企業金融公庫が解体・統合し、株式会社日本政策金融公庫設立。
- 2012年（平成24年）4月 - 国際協力銀行を再分離。

## 総裁
| 氏名     | 出身   | 前職                                     | 就任年月日 |
| -------- | ------ | ---------------------------------------- | ---------- |
| 安居祥策 | 帝人   | 中小企業金融公庫総裁、帝人代表取締役会長 | 2008年10月 |
| 細川興一 | 大蔵省 | 財務事務次官、主計局長、大臣官房長       | 2013年10月 |
| 田中一穂 | 大蔵省 | 財務事務次官、主計局長、主税局長         | 2017年12月 |

## 参照・脚注
1. ↑  政府関係金融機関財務省（2018年12月24日閲覧）
2. ↑  日本政策金融公庫の略称が 「日本公庫」に変わりました。 日本政策金融公庫・ご案内 Archived 2009年3月2日, at the Wayback Machine.
3. ↑  日本政策金融公庫の略称が 「日本公庫」に変わりました。
4. ↑  「ベトナム・HD銀と提携／日本公庫 日系の資金調達支援」『日刊工業新聞』2018年12月18日（中小・ベンチャー・中小政策面）2018年12月24日閲覧。